# NGC 28
NGC 28 este o galaxie eliptică localizată în constelația Phoenix. A fost descoperită în 28 octombrie 1834 de către John Herschel.

## Legături externe
- NGC 28 la WikiSky: DSS2, SDSS, GALEX, IRAS, Hydrogen α, X-Ray, Astrophoto, Sky Map, Articole și imagini